# Thung lũng Loire

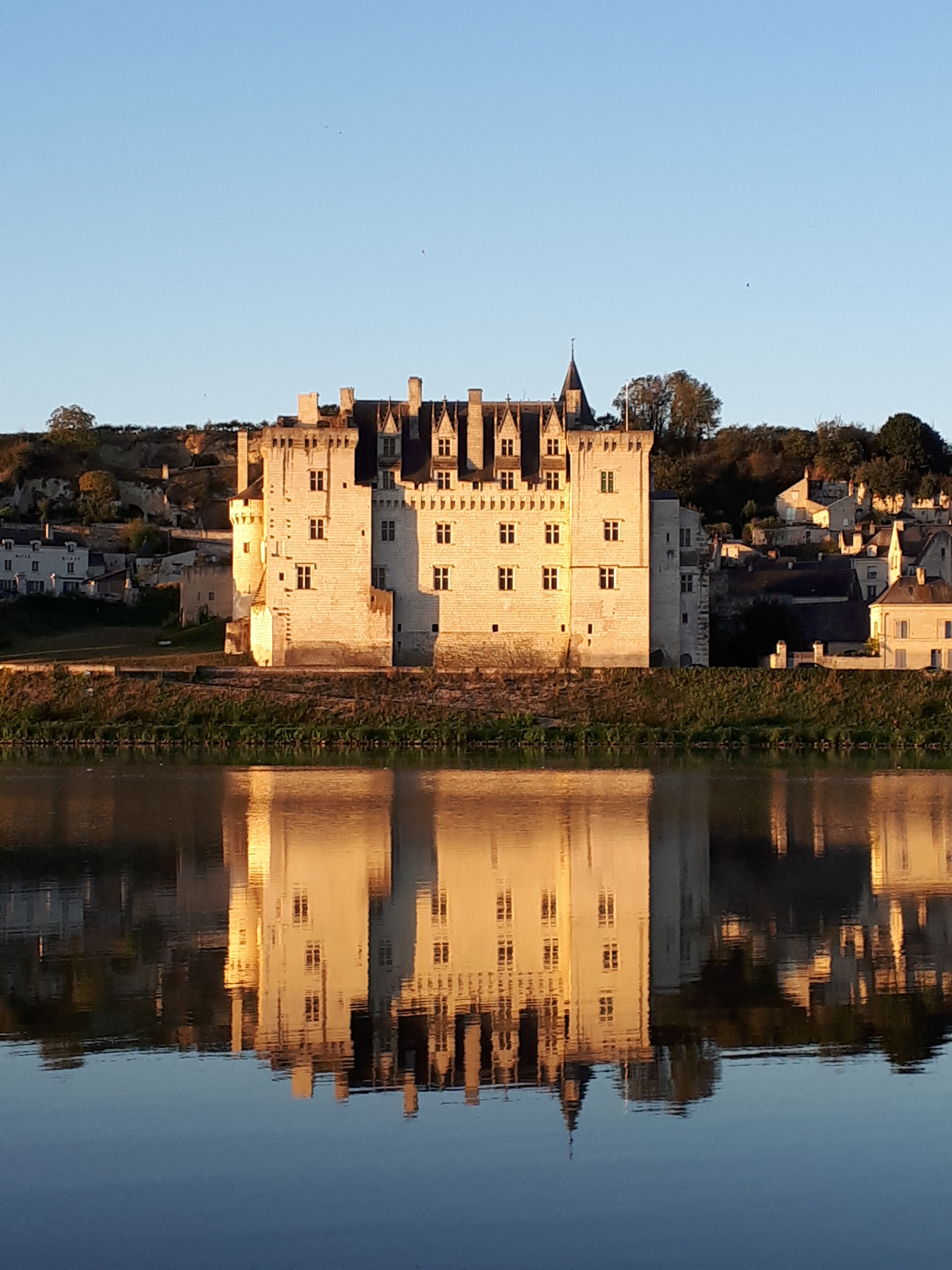
Lâu đài Montsoreau-Bảo tàng nghệ thuật đương đại.

Thung lũng Loire (tiếng Pháp: Vallée de la Loire, phát âm [va.le də la lwaːʁ]) trải dài 280 kilômét (170 mi), nằm ở đoạn giữa của sông Loire, chủ yếu nằm trong khu vực hành chính của vùng Centre-Val de Loire, miền Trung nước Pháp. Khu vực thung lũng Loire có diện tích 800 kilômét vuông (310 dặm vuông Anh). Nó được gọi là Cái nôi của người Pháp và Khu vườn của Pháp do sự phong phú cuẩ những khu vườn nho, vườn cây ăn quả, rau bao gồm anh đào, măng tây và Atisô nằm dọc bên sông. Nơi đây là một khu vực đáng chú ý với những thị trấn lịch sử, các công trình kiến trúc tuyệt đẹp cùng những loại rượu vang, thung lũng đã có người ở từ Thời đại đồ đá cũ giữa. Năm 2000, UNESCO đã thêm một phần trung tâm của thung lũng Loire vào danh sách Di sản thế giới.

## Địa lý và khí hậu
Thung lũng bao gồm những thị trấn lịch sử Amboise, Angers, Blois, Chinon, Montsoreau, Orléans, Saumur và Tours. Đây là một khu vực có khí hậu thuận lợi ở Pháp, sông Loire đóng vai trò như là cột mốc giữa hai vùng khí hậu miền Bắc và Nam của Pháp. Dòng sông có ảnh hưởng lớn đến khí hậu của khu vực trồng nho ở Loire. Mùa xuân mát mẻ với sự xuất hiện của sương muối và thường có mưa vào khoảng thời gian thu hoạch nho. Mùa hè tuy nóng nhưng nhờ những cơn gió từ Đại Tây Dương thổi vào khiến nhiệt độ hạ và dễ chịu hơn.
Khí hậu trung bình ở Angers (Anjou) đo được như sau:
| Tháng                               | 1    | 2    | 3    | 4    | 5    | 6    | 7    | 8    | 9    | 10   | 11   | 12   | Năm   |
| ----------------------------------- | ---- | ---- | ---- | ---- | ---- | ---- | ---- | ---- | ---- | ---- | ---- | ---- | ----- |
| Nhiệt độ tối thiểu bình quân (°C)   | 2,1  | 2,2  | 3,9  | 5,6  | 8,9  | 11,8 | 13,6 | 13,4 | 11,3 | 8,3  | 4,6  | 2,8  | 7,4   |
| Nhiệt độ bình quân (°C)             | 5    | 5,7  | 8,2  | 10,4 | 13,9 | 16,2 | 19,2 | 19,1 | 16,5 | 12,7 | 8    | 5,6  | 11,8  |
| Nhiệt độ tối đa bình quân (°C)      | 7,9  | 9,2  | 12,6 | 15,3 | 19   | 22,6 | 24,9 | 24,7 | 21,8 | 17   | 11,4 | 8,4  | 16,2  |
| Lượng mưa tháng bình quân (mm)      | 62,1 | 50,8 | 51,7 | 44,6 | 54,4 | 41,2 | 43,8 | 44,9 | 52,2 | 59,6 | 64,5 | 63,4 | 633,4 |
| Số giờ nắng trong tháng (giờ/tháng) | 70   | 92   | 141  | 179  | 201  | 234  | 248  | 237  | 191  | 129  | 89   | 65   | 1877  |
| Nguồn:                              |      |      |      |      |      |      |      |      |      |      |      |      |       |

## Rượu vang
Thung lũng Loire là một trong những khu vực nổi tiếng nhất trên thế giới về sản xuất rượu vang, bao gồm một số vùng rượu vang nằm dọc theo sông Loire từ Muscadet trên bờ biển Đại Tây Dương cho đến đến vùng Sancerre và Pouilly-Fume nằm ở phía đông nam của thành phố Orléans, phía bắc miền trung nước Pháp. 

## Văn hóa
Ngày 2 tháng 12 năm 2000, UNESCO đã thêm phần trung tâm của thung lũng Loire, giưa Chalonnes-sur-Loire và Sully-sur-Loire vào danh sách Di sản thế giới. Nó bao gồm các khu vực hành chính thuộc tỉnh Loiret, Loir-et-Cher, Indre-et-Loire và Maine-et-Loire. Ủy ban Di sản thế giới cho rằng, thung lũng Loire là một cảnh quan văn hóa đặc biệt, với vẻ đẹp tuyệt vời, bao gồm các thị trấn lịch sử và làng mạc, các tượng đài kiến trúc vĩ đại- các lâu đài, và đất đai được hình thành qua nhiều thế kỷ bởi sự tương tác của người dân địa phương với môi trường tự nhiên.
Những bài hát Chanson Thung lũng Loire xuất hiện từ thời Trung cổ cho đến Phục hưng là những ví dụ sống sớm nhất về một thể loại mới được kết hợp từ ngữ, âm nhạc và sự sáng tạo của con người địa phương nơi đây.

## Kiến trúc
Các di sản kiến trúc nằm tại các thị trấn lịch sử của thung lũng Loire rất đáng chú ý, đặc biệt là những lâu đài tráng lệ như Lâu đài Amboise, Azay-le-Rideau, Chambord, Chenonceau, Chinon, Rivau, Ussé, Villandry và Montsoreau. Với tổng cộng hơn 300 lâu đài, đại diện cho lâu đài và công sự ở Pháp từ thế kỷ 10 cho đến nửa thiên niên kỷ sau đó. Khi các vị vua Pháp xây dựng những lâu đài khổng lồ của họ ở đây, tầng lớp quý tộc không muốn hoặc không dám ở xa khu vực này hoặc thậm chí họ cũng để lại dấu ấn với những lâu đài khác ở Loire. Thung lũng màu mỡ nhiều cây xanh bắt đầu xuất hiện những nhà thiết kế cảnh quan giỏi nhất. Ngoài những lâu đài, rất nhiều di tích văn hóa khác tại đây đã minh họa cho những lý tưởng của thời kỳ Phục hưng và thời kỳ Khai sáng về tư tưởng và thiết kế ở Tây Âu. Nhiều trong số các lâu đài được thiết kế để được xây dựng trên đỉnh đồi, ví dụ như Lâu đài Amboise. Nhiều lâu đài còn có cả nhà thờ được thiết kế vô cùng tỉ mỉ và trang trí đắt tiền. Điều này là bởi vì tất cả các vị vua người Pháp cai trị trong khoảng thời gian xây dựng các lâu đài ở thung lũng Loire đều là những tín đồ Công giáo mộ đạo.